# シュペーラー極小期

炭素14生成量の変遷から描かれる過去の太陽活動

シュペーラー極小期（シュペーラーきょくしょうき、Spörer Minimum）とは1420年頃～1570年頃（1450年～1550年頃とも）にかけて、太陽活動が低下した時期のことを指す。太陽の活動低下は以前には太陽黒点の観測した記録によって見出されていたものであるが、後に木の年輪に含まれる放射性炭素14Cが太陽活動に強い相関関係があることによって発見された。この極小期の名前はドイツの天文学者グスタフ・シュペーラーに因んでつけられた。

## 概要
この期間に続くマウンダー極小期と同じく、シュペーラー極小期とは同時に地球の気候が平均より寒冷な時期であった。この相関関係は太陽活動の低下が平均的な気候よりも寒冷な状況を作り出すという仮説を生んだが、太陽活動と気候変動に関するメカニズムは未だ解明されていない。
ウィルフリート・シュローダーによりシュペーラー極小期中、太陽の磁気活動周期は活発であったことを示す太陽オーロラ現象の観測諸表が提出された。

## 活動周期の変動
極小期でない期間の活動周期（シュワーベ・サイクル）は11年であるが、シュペーラー極小期間の活動周期は長くなっていたと報告されている。
例えば、植村(2002)は、20年程度、Kocharov G.(1995)は22年。